# Сен-Жильда
Сен-Жильда́ (фр. Saint-Gildas, брет. Sant-Weltaz) — коммуна во Франции, находится в регионе Бретань. Департамент — Кот-д’Армор. Входит в состав кантона Плело. Округ коммуны — Сен-Бриё.
Код INSEE коммуны — 22291.

## География
Коммуна расположена приблизительно в 400 км к западу от Парижа, в 105 км западнее Ренна, в 21 км к юго-западу от Сен-Бриё.

## Население
Население коммуны на 2016 год составляло 278 человек.
| 1962 | 1968 | 1975 | 1982 | 1990 | 1999 | 2008 | 2016 |
| ---- | ---- | ---- | ---- | ---- | ---- | ---- | ---- |
| 435  | 409  | 351  | 330  | 277  | 257  | 280  | 278  |

## Администрация
| Период | Период   | Фамилия      | Партия | Примечания |
| ------ | -------- | ------------ | ------ | ---------- |
| 2001   | 2008     | Брижит Граль |        |            |
| 2008   | по н.вр. | Анни Симон   | ФСП    | лаборант   |

## Экономика
В 2007 году среди 162 человек в трудоспособном возрасте (15—64 лет) 129 были экономически активными, 33 — неактивными (показатель активности — 79,6 %, в 1999 году было 71,8 %). Из 129 активных работали 121 человек (68 мужчин и 53 женщины), безработных было 8 (4 мужчины и 4 женщины). Среди 33 неактивных 9 человек были учениками или студентами, 14 — пенсионерами, 10 были неактивными по другим причинам.

## Достопримечательности
- Менгир Керануэ (эпоха неолита). Исторический памятник с 1965 года[3]
- Три кургана Керануэ (бронзовый век). Исторический памятник с 1964 года[4]

## Фотогалерея

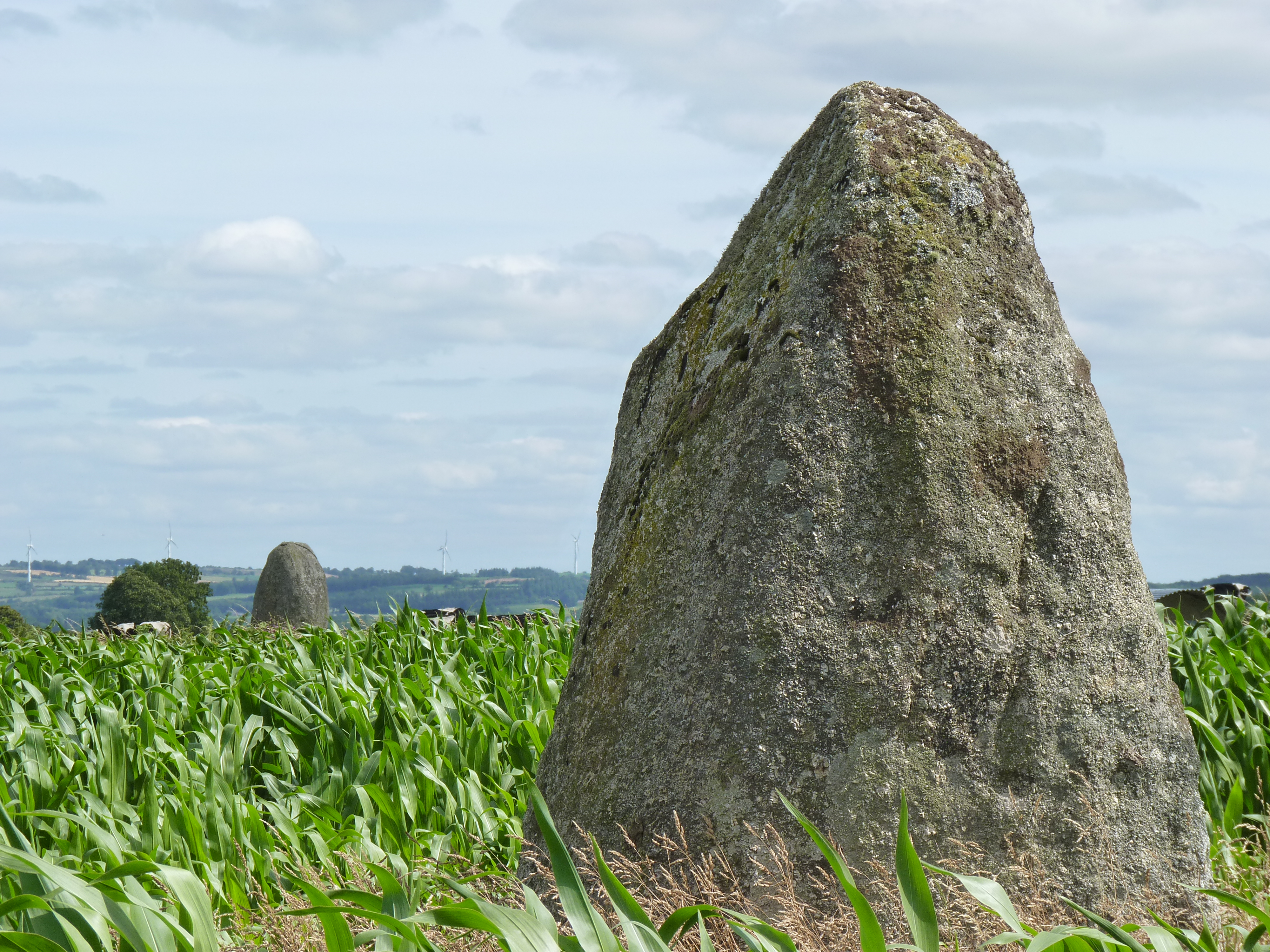
Менгир Керануэ
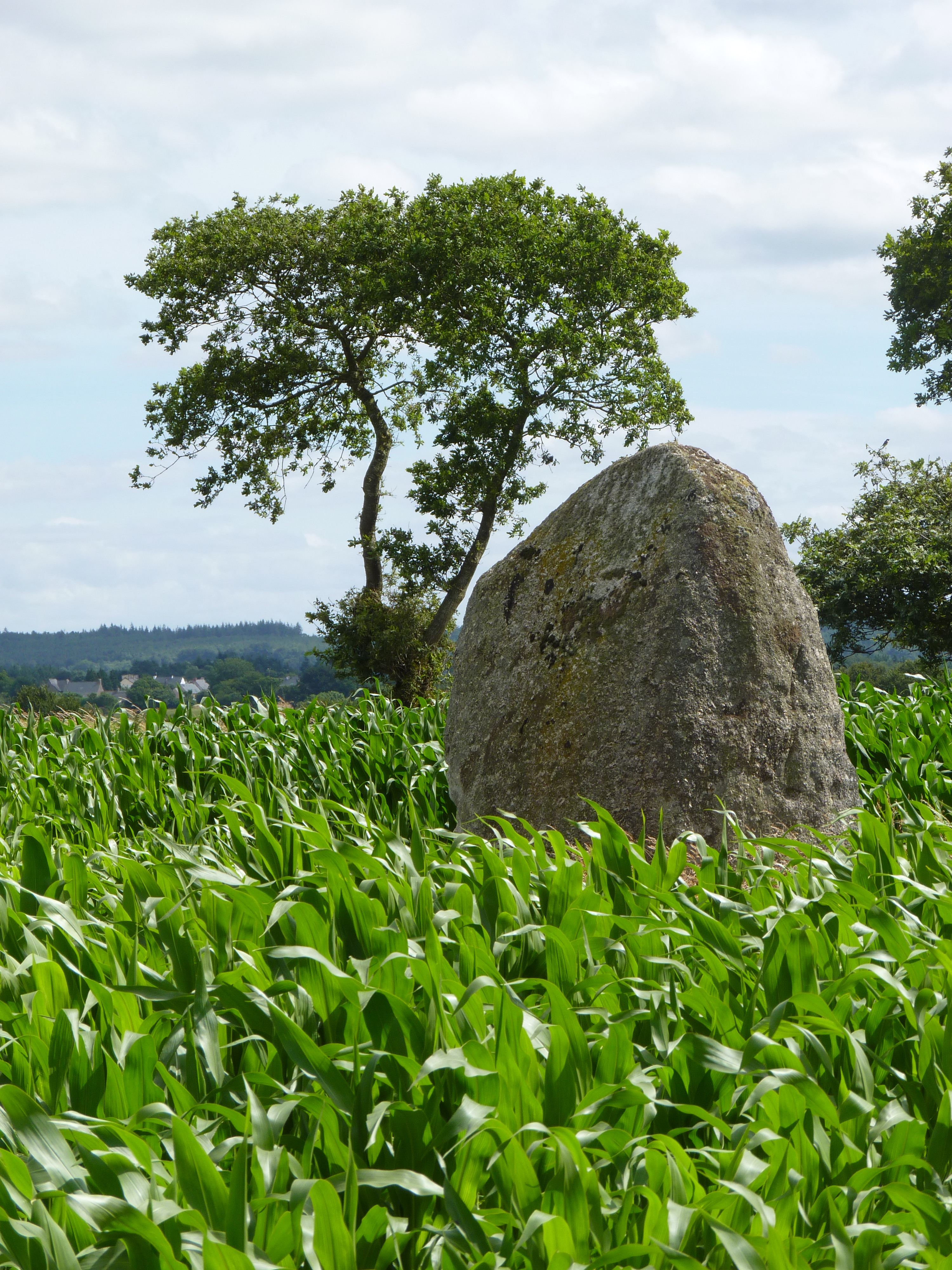
Менгир Керануэ
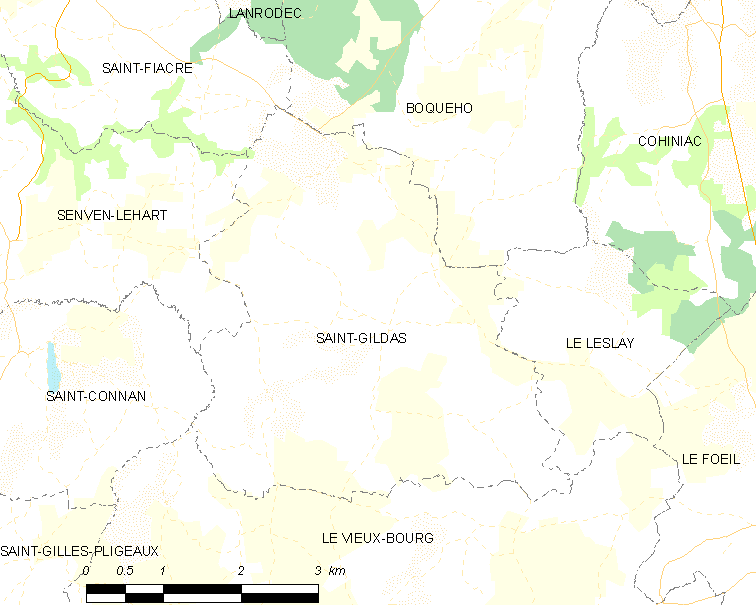
Карта коммуны